# 吉田もも
吉田 もも（よしだ もも、1987年5月22日 - ）は、日本のグラビアアイドル、タレント。旧所属事務所はソニー・ミュージックアーティスツ。
宮城県仙台市出身。2007年に、FLASH（光文社）が主催する2007ミスFLASHコンテストで、谷麻紗美とともに準グランプリを獲得。

## 出演

### レギュラー出演
- トワイライトウェーブ～世之介・ももの夕方ラジオ～（2007年10月 - 、ラジオ3）
- cochlear nerve（コクレア・ナーヴ）（ラジオ3）

### 過去の放送
テレビ
- 恋のから騒ぎ（2006年、日本テレビ系列）13期生
- グラビアの美少女（2007年9月14日、MONDO21）
- キューティーハニー THE LIVE（2007年11月6日、テレビ東京）第6話ゲスト
- イブニング・ニュース TBC（2008年1月10日、東北放送）特集

ラジオ
- 夜な夜なニュースいぢり X-Radio バツラジ（2007年4月17日・9月25日、TBSラジオ）
- i-LAND in TOHOKU（2007年11月2日・2008年3月14日、Date fm制作東北6県ブロックネット）
- トワイライトウェーブ～世之助･ももの夕方ラジオ～（以下、仙台シティエフエム）
- ラジオ3マイタウンレディオ
- HITS! THE TOWN （2008年5月31日、FM NACK5）ゲスト出演

## 作品

### DVD
- Real Momo（2007年9月20日、イーネットフロンティア）
- ピーチパイ（2008年1月25日、竹書房）
- 純新白桃（2008年11月15日、晋遊舎）